# روابط ژاپن و کره جنوبی
روابط ژاپن و کره جنوبی به روابط دیپلماتیک بین ژاپن و کره جنوبی اشاره دارد. از آنجایی که دریای ژاپن و تنگه کره از نظر جغرافیایی این دو ملت را از هم جدا می‌کنند، نخستین تعاملات سیاسی آنها به قرن ششم بازمی‌گردد که پادشاهی باکجه کره رسماً با پادشاهی یاماتو ژاپن روابط برقرار کرد. در دوران باستان، منطقه جنوبی شبه جزیره کره به عنوان نزدیکترین بندر برای تجارت اقتصادی و تبادل فرهنگی بین مجمع الجزایر ژاپن و سرزمین اصلی آسیا بوده است. چنین روابطی تا اواخر قرن نوزدهم ادامه داشت تا اینکه ژاپن (اصلاحات می‌جی) و کره شروع به مدرنیزه شدن از سوی قدرت‌های غربی کردند تا اینکه سال ۱۹۱۰ کره به مستعمره ژاپن تبدیل شد.
پس از تسلیم شدن ژاپن بعد از جنگ جهانی دوم، کشور کره دوباره مستقل شد ولی به دو نیمه تقسیم شد. در طول جنگ کره، ژاپن با ارائه تجهیزات نظامی به نیروهای آمریکا و سازمان ملل علیه کره شمالی تحت رهبری کمونیست‌ها، در کمک به کره جنوبی شرکت کرد. ژاپن و کره جنوبی در دسامبر ۱۹۶۵ به‌طور رسمی روابط دیپلماتیک خود را بر اساس معاهده روابط اساسی بین ژاپن و جمهوری کره برقرار کردند و دولت ژاپن، کره جنوبی را به عنوان تنها دولت قانونی در شبه جزیره کره به رسمیت شناخت.
ژاپن و کره جنوبی روابط فرهنگی، اقتصادی و نظامی زیادی دارند. اقتصادهای آنها به ترتیب دومین و چهارمین اقتصاد بزرگ آسیا محسوب می‌شوند و هر دو متحد نظامی اصلی غیر ناتو آمریکا هستند. با این حال، روابط به دلیل تعدادی از مسائل، از جمله ادعاهای ارضی در مورد صخره‌های لیانکورت و دیدگاه‌های متضاد در مورد تاریخ متقابل، بسیار پیچیده است. بر اساس نظرسنجی سرویس جهانی بی‌بی‌سی در سال ۲۰۱۴، ۱۳ درصد از ژاپنی‌ها تأثیر کره جنوبی را مثبت می‌بینند ولی ۳۷ درصد دیدگاه منفی دارند، در حالی که ۱۵ درصد از مردم کره جنوبی تأثیر ژاپن را مثبت می‌بینند ولی ۷۹ درصد نظر آنها منفی هستند. کره جنوبی، پس از چین، دومین کشوری است که از نظر ژاپنی‌ها منفور محسوب می‌شوند. علیرغم این مسائل، کره جنوبی و ژاپن برای مقابله با تهدیدات اخیر چین، روسیه و کره شمالی در کنار ایالات متحده اولویت دارند.